# Amblyseius utriculus
Amblyseius utriculus är en spindeldjursart som beskrevs av Wolfgang Karg 1989. Amblyseius utriculus ingår i släktet Amblyseius och familjen Phytoseiidae. Inga underarter finns listade i Catalogue of Life.